# It's Elementary: Talking About Gay Issues in School
It’s Elementary: Talking About Gay Issues in School (прев. „Основно је: Разговарати о геј питањима у школи”) амерички је документарни филм из 1996. у режији Дебре Часноф и Хелен Коен. Снимљен је да пружи просветним радницима информације о томе како научити основце да буду толерантни према особама хомосексуалне оријентације. Запажен је у јавности као „први филм такве врсте”. Генерално гледано, добро је прихваћен иако је било негативних реакција конзервативаца. Издат је на неколико филмских фестивала, а имао је пројекције и двехиљадитих.
PBS му је пружио незнатну подршку због реакције Америчког удружења породица. Пре емитовања документарца телевизијске станице су примале позиве, писма и имејлове од људи који нису желели да га директори програма  емитују. Упркос томе, примио је многе награде, међу којима су: ГЛААД-ова медијска награда за изванредан документарац, Награда за најбољи документарац на Филмском фестивалу Рилинг и Сребрни торањ на Међународном филмском фестивалу у Сан Франциску. Имао је два наставка: That's a Family! („То је породица!”) и It's Still Elementary („И даље је основно”).

## Позадина
Дебра Часноф је испрва желела режирати едукативну видео-серију која би се бавила подучавањем деце о геј и лезбијским питањима, али је дознала да нема много информација о теми што је намењена просветним радницима. Изјавила је: „Тренутна конзервативна политичка клима, која је изузетно непријатељска према самом спомињању хомосексуалности, престрашила је многе наставнике да разговарају с децом о гејевима и лезбијкама”. Недостатак доступних информација је подстакао Часноф да настави тежити к довршењу филма. Она и продуценткиња Хелен Коен разговарале су с америчким наставницима који су већ имали наставне планове и програме што обухватају хомосексуалне особе. Било им је тешко да приступе школама јер је одређени део особља и родитеља одбијао да буде снимљен. Поједини родитељи су држали децу подаље од школе током снимања. За потребе документарца су изабране школе у Сан Франциску, Њујорку, Медисону (Висконсин) и Кембриџу (Масачусетс). Године 1999. Часноф је рекла: „Нажалост, један од разлога због којих мислим да филм добија на интересовању јесте време у ком живимо. Наша кампања спада у исти временски оквир у којем се збило убиство Метјуа Шепарда и суђење његовим убицама, убиство Билија Џека Гејтера, а сада и Колорадо”, позивајући се на хомофобичну терминологију којом су се користили појединци за злостављање починилаца масакра у Колумбајну.

## Сажетак
Издат 1996. године, видео је оцењен у књизи Voices of Transgender Children in Early Childhood Education (прев. „Гласови трансродне деце у образовању у раном детињству”) као „први такве врсте” јер наставницима пружа информације о томе како спречити дискриминацију над хомосексуалним особама. Режирали су га Часноф и Коен. Усмерен је к образовању ученика основних школа да буду трпељиви према особама друкчије сексуалне оријентације. У документарцу ученици од првог до осмог разреда говоре о  темама. Млађа деца су неретко боље прихватала припаднике те заједнице. Филм има две верзије — једна траје нешто мање од 40 минута, а друга 78 минута. Скраћена верзија је израђена као верзија за обуку.
Анкетирани наставници су имали различите наставне методе едукације о хомосексуалности. Међу просветним радницима је била и учитељица четвртог разреда која „подстиче своје ученике да размишљају о речима ’геј’ и ’лезбијка’ и да говоре о коренима њихових асоцијација, претпоставки и ставова”. Учитељ осмог разреда је раскринкао стереотипе о хомосексуалним особама, док је својим ученицима задао задатак да обаве интервјуе с геј мушкарцем и женом лезбијком. Директор једне основне школе одржао је фотографску приредбу у школи под називом „Љубав чини породицу”, на којој су приказане породице с геј и лезбијским паровима на челу домаћинстава. Девојка с родитељима лезбијкама прочитала је есеј за Дан мајки о својим мајкама. Учитељица петог разреда је приметила да њени ученици немају проблема са сликама и причама деце и њихових хомосексуалних родитеља. Порториканска учитељица је изјавила да је њено наслеђе део тога што није била отворена за LGBTQ питања.

## Издавање
Филм је објављен на неколико фестивала. На ВХС-у га је 1996. објавио New Day Films, а исти дистрибутер га је 2008. објавио на ДВД-у. Диск садржи помоћне натписе, шпанске титлове, ресурсе за просветаре и специфичности као што су избрисане сцене, интервју с режисером и наставак It's Still Elementary. Такође је обухваћен водич од 136 страница о томе како се користити филмом у школским системима и заједницама. The Advocate је у свом издању 8. јуна 1999. известио да ће документарац бити емитован на најмање 60 PBS-ових станица. Режисерке су започеле кампању не би ли мотивисале људе да затраже његово емитовање од локалних телевизијских станица. PBS је оне године одбио да га емитује на својим националним партнерским станицама, али је емитер продао права на емитовање другим станицама помоћу независне компаније. Дана 7. јуна 1999. године, у време објаве чланка у новинама The Baltimore Sun, 89 јавних телевизијских станица одлучило је да емитује филм, њих 80 је одбило да га прикаже, а 53 нису донеле одлуку. Није добио велику подршку PBS-а за своје прво телевизијско емитовање због негативне реакције Америчког удружења породица (АФА). Пре емитовања телевизијске станице су примале позиве, писма и имејлове од људи који нису желели да га директори програма  емитују. Програмска директорка канала  Руби Калверт саопштила је: „Имала сам много и много позива људи из Вајоминга”, додајући да се намучила са заказивањем термина за емитовање документарца.

## Пријем и утицај
Филм је добио позитиван пријем од председника Националне асоцијације за образовање (НЕА) и Националног удружења родитеља наставника (ПТА). Председник НЕА је саопштио: „Школе не могу бити неутралне када се бавимо питањима људског достојанства и људских права.” Почевши од његовог објављивања, документарац је прибавило више од 3.000 образовних институција. Дистрибуиран је у хиљадама окружења у Сједињеним Америчким Државама и на међународном нивоу. У чланку из часописа Међународне женске лиге за мир и слободу из 1999. наводи се да филм има „инспиративне снимке забележене у школама широм земље” и да је то „тема о којој одрасли често не говоре”.
Освојио је Награду за најбољи документарац на филмским фестивалима Фрејмлајн и Рилинг, Фестивалу геј и лезбијског филма у Торину те на Фестивалу лезбијског и геј филма у Санта Барбари. Одликован је Златним орлом организације CINE за образовање наставника и Наградом за најбољи образовни филм на Међународном филмском фестивалу Северна светла. Примио је ГЛААД-ову медијску награду за изванредан документарац 1997. Такође је је добио Сребрни торањ на Међународном филмском фестивалу у Сан Франциску, Сребрну јабуку од Националног тржишта образовних медија и Награду публике на Међународном фестивалу геј и лезбијског филма у Остину.
Конзервативци, попут шефа Савета за одбрану породице, били су узрујани због издавања филма. Поједине групе су прекоревале Часноф и Коен тврдећи да „промовишу хомосексуалну агенду” и да деци испирају мозак „хомосексуалним животним стилом”. Конзервативци у Ајдаху су били против јавног емитовања документарца и поставили су рекламне паное против њега. Америчко удружење породица је одговорило израдом својег филма под називом  (прев. „Мучите децу: Одговарање на хомосексуалну агенду у јавним школама”). Аутор Џејми Кембел Најду је рекао да Афин филм извлачи цитате филма It’s Elementary: Talking About Gay Issues in School из контекста и намерно настоји да наведе родитеље на погрешан закључак како се деца „уче да буду хомосексуалци у учионици”.
Филантроп Џејмс Хормел је приложио 12.000 долара за финансирање документарца. Откриће ове чињенице је било један од чинилаца који су допринели томе да је Сенат САД 1997. блокирао његову номинацију за амбасадора, при чему су конзервативни сенатори изразили забринутост да је Хормел био умешан у залагање за „геј животни стил”. Сенатор Боб Смит из Њу Хемпшира изјавио је да филм дискредитује његов говор, одржан у Сенату, у којем образовне програме о хомосексуалним особама назива „смећем”.

## Наслеђе
Центар за уметност Векснер на Универзитету државе Охајо одржао је 2008. пројекцију кратке верзије филма и његовог наставка It's Still Elementary. Након филмова је одржана расправа директора Образовног савета округа Френклин Бреда Мичела и наставникâ из групе Pink T.I.G.ers, која покушава да спречи хомофобију у школама. Године 2018. одржана је пројекција на Филмском фестивалу Фрејмлајн поводом постхумне доделе Награде Фрејмлајн режисерки Часноф. На фестивалу је казано да је филм „одважно претворио минско поље предавања о ЛГБТ+ питањима у основним школама у пловно поље за игру” и да је био „кључан у увођењу квир тема у наставне планове и програме основних школа”. Књига Voices of Transgender Children in Early Childhood Education споменула га је као пример како укључити ЛГБТ+ питања у академску заједницу за младе студенте. Наставак It's Still Elementary је наведен као пример успеха ЛГБТ+ програма у школама, укључујући смањење злостављања и већу инклузију.

## Наставци
Џини Маркел, председница ПТА, представила је наставак под називом  (прев. „То је породица!”) у Белој кући. Наставак приказује децу која говоре о хомосексуалним домаћинствима и другим породицама које се разликују од просечног домаћинства. Породице обухватају родитеље који су „разведени, усвојитељи, старатељи, родитељи с дрогом, расно и верски мешовити или инвалиди”. Режирала га је Часноф. Издат је 2000. и траје 34 минута.
Изашао је још један наставак, назван It's Still Elementary (прев. „И даље је основно”). Надовезује се на живот ученика и наставника првог филма. Као и код прва два филма, режисерка је била Часноф. Објављен је 2007. и траје 47 минута.